# Quartier de la Part-Dieu
La Part–Dieu ist ein modernes Geschäftsviertel im 3. Arrondissement der französischen Stadt Lyon, das nach dem Presqu’île als „zweites Zentrum“ der Stadt gilt. La Part–Dieu war das zweite französische quartier d'affaires (Geschäftsviertel) Frankreichs (nach La Défense). Das Bild des Viertels ist von Hochhäusern, Hotels und Büros geprägt. Der bis 2016 höchste Turm, die Tour Part-Dieu, wird wegen seiner Form Crayon (Bleistift) genannt. Seit 2016 ist die Tour Incity mit 200 m das höchste Gebäude des Quartiers. Das Einkaufszentrum Westfield La Part–Dieu ist das nach Anzahl der Geschäfte größte Einkaufszentrum Frankreichs. Der Bezirk beherbergt auch den überdachten Gastronomiemarkt namens Halles de Lyon-Paul Bocuse.
Der Bahnhof Lyon-Part-Dieu ist der Hauptbahnhof der Stadt. La Part–Dieu ist mit dem Rest der Stadt durch die U-Bahn (U-Bahn-Station Gare Part-Dieu - Vivier Merle der Linie B) und die Straßenbahnlinien 1, 3 und 4 der Lyoner Straßenbahn verbunden.
Im 19. und 20. Jahrhundert existierte in diesem Bezirk ein 22 ha großer Kasernenkomplex, die Kaserne La Part-Dieu.

## Bildung
In La Part-Dieu befinden sich mehrere Hochschuleinrichtungen, insbesondere die ISG- und MBway-Business Schools sowie die technischen Schulen IPSA (Luft- und Raumfahrt) und Sup’Biotech (Biotechnologie).

## Quartiererneuerung ab 2011
Seit 2011 ist ein Projekt der Erneuerung im Gang, welches das Quartier ökologischer gestalten soll, mit ausgeglichenerem Verhältnis von Büro- und Wohnbauten, Bevorzugung des öffentlichen Verkehrs und der Fußgänger und Velofahrer, sowie erweiterten Grünflächen.
Bereits realisiert wurden unter anderem das Hochhaus Incity und ein Teil des Umbaus der Rue Garibaldi von einer Stadtautobahn zu einer begrünten Straße mit Platz auch für Fußgänger und Velofahrer.
Stand März 2022 im Bau sind unter anderem der Umbau des Bahnhofs, der Bau des Hochhauses To-Lyon gleich neben dem Bahnhof, sowie der Umbau des Shopping Centers.
Geplant sind noch der Boisement Bouchut, ein dicht mit Bäumen bepflanzter Park neben der Stadtbibliothek, sowie ein weiterer, 1,7 ha großer Park auf der Ostseite der Geleise, die Esplanade Mandela.